# Fère-Champenoise
Fère-Champenoise é uma comuna francesa na região administrativa do Grande Leste, no departamento de Marne. Estende-se por uma área de 65.89 km², e possui 2.152 habitantes, segundo o censo de 2018, com uma densidade de 33 hab/km².